# Jevenstedter Teiche
Die Jevenstedter Teiche sind sieben zusammenliegende Teiche im Kreis Rendsburg-Eckernförde im deutschen Bundesland Schleswig-Holstein. Sie liegen am nordöstlichen Ortsrand von Jevenstedt direkt westlich an der B 77.  Die Teiche sind zusammen ca. 10 ha groß.